# Слотняк рудоголовий
Слотняк рудоголовий (Phoeniculus castaneiceps) — вид птахів родини слотнякових (Phoeniculidae).

## Поширення
Вид поширений в Західній та Центральній Африці. Трапляється у таких країнах як Камерун, Центральноафриканська Республіка, Республіка Конго, Демократична Республіка Конго, Кот-д'Івуар, Гана, Гвінея, Ліберія, Нігерія, Руанда та Уганда.

## Опис
Найдрібніший представник роду, довжина тіла — до 25 см. Крила і хвіст чорні без білих плям, голова у самиці коричнева, у самця голова може бути коричневою, білою або блискучо-зеленою. Дзьоб темно-сірий.

## Спосіб життя
Трапляються невеликими групами до 10 птахів. Живляться комахами та іншими членистоногими, яких знаходять у гнилій деревині або під корою. Іноді споживають ягоди та насіння. Розмножуються впродовж усього року, як у вологий, так і в сухий сезон. Гнізда облаштовують у дуплах на висоті до 40 м.